# 젊은엄마 4
"젊은엄마 4"는 2016년에 개봉한 대한민국의 영화이다.

## 캐스팅
- 수지 : 혜리 역
- 박초현 : 민정 역
- 아리 : 현숙 역
- 호영 : 우진 역
- 수환 : 태식 역
- 윤교희 : 강희 역
- 남동하 : 봉성 역